# Autoroute M9 (Hongrie)
Pour les articles homonymes, voir M9.
L'autoroute hongroise M9 est une autoroute qui reliera Szombathely à Szeged. Elle correspond à la route européenne E 65.